# 義善寺
义善寺、华严祖庭位于距西安城南6.5公里南窑村东北。据《后汉书》载义善寺始建于东汉末年，董卓协天子平定天下，兴国安邦，取信于民，祈福攘祸所建义善寺。意义深远，义举广大。
北周孝闵帝宇文觉元年（557年）杜顺和尚出生于南窑村，陈宣帝陈顼六年（574年）出家于义善寺，拜珍魏禅师为师，潜习佛法，深悟大方广佛华严经，“十玄、六相、四法界”。一即一切、一切即一、无尽缘起等教止观。隋朝，与隋文帝关系密切，唐太宗拜杜顺和尚为师，称顺为“帝心”。太宗有病求杜顺医病，杜顺曰：君若大赦天下，圣公病自愈。太宗从之，病果然痊愈。贞观十四年，十一月二十五日，向义善寺众生告辞入宫，辞谢太宗，座玉座俨然而逝。享年八十四岁。据【长安志】载贞观十九年，为纪念杜顺和尚改为杜光寺，其肉身安葬与少陵塬畔，华严寺并修七层宝塔为“严主”。义善寺一直延续至今。
文革期间，古刹被毁，只剩下寺冢，其地百余亩遗址，待于恢复重建这一文化遗址。